# Wilfred Brown, Baron Brown
Wilfred (William) Banks Duncan Brown, Baron Brown PC MBE (* 29. November 1908 in Greenock, Renfrewshire, Schottland; † 17. März 1985 in London) war ein britischer Wirtschaftsmanager, Autor und Politiker der Labour Party, der 1964 als Life Peer aufgrund des Life Peerages Act 1958 Mitglied des House of Lords wurde.

## Leben

### Wirtschaftsmanager undGlacier Project
Brown trat nach dem Besuch der Rossall School 1931 als Manager in die Glacier Metal Company ein und war zwischen 1939 und 1965 deren Vorstandsvorsitzender und Geschäftsführender Direktor. Brown, der 1944 Mitglied des Order of the British Empire wurde, verfasste daneben auch zahlreiche Bücher zu wirtschaftswissenschaftlichen Themen wie zum Beispiel zum Management.
Während der Zeit als Vorstandsvorsitzender der Glacier Metal Company führte er zusammen mit dem kanadischen Psychoanalytiker und Organisationsentwicklungsfachmann Elliott Jaques zwischen 1948 und 1965 das sogenannte Glacier Project durch. Diese von dem Unternehmen und seinem Betriebsrat geförderte Langzeituntersuchung trug zur Entwicklung von gerechteren Lohnmodellen, Theorien zu geschichteten Zufallsstichproben, Ermessenszeitspannen, Arbeitsebenen, Produktpreisanalysen sowie Wegen von Aufstiegsmöglichkeiten bei.
Die Ergebnisse dieses Projekts, das von dem US-amerikanischen Wirtschaftswissenschaftler und Pionier der Managementlehre Peter Drucker als „die umfangreichste Studie des tatsächlichen Arbeitnehmerverhaltens in der Großindustrie“ (‚the most extensive study of actual worker behavior in large-scale industry‘) bezeichnet wurde, veröffentlichten Brown und Jaques in Büchern wie Product Analysis Pricing, a method for setting policies for the delegation of pricing decisions and the control of expense and profitability (1964) und Glacier Project Papers (1965).
Gleichzeitig unterstützte Brown auch die theoretische und wissenschaftlich begleitete Ausbildung von Managern durch die Gründung des Glacier Institute of Management, aber auch von 1949 bis 1965 als Vorsitzender des Verwaltungsrates des Acton Technical College beziehungsweise des Brunel College of Technology, den Vorläufern der 1966 gegründeten Brunel University in Uxbridge.

### Oberhausmitglied und Juniorminister
Durch ein Letters Patent vom 22. Dezember 1965 wurde Brown, der zwischen 1964 und 1965 auch Direktor von Associated Engineering war, aufgrund des Life Peerages Act 1958 als Life Peer mit dem Titel Baron Brown, of Machrihanish in the County of Argyllshire, in den Adelsstand berufen und gehörte damit bis zu seinem Tod dem House of Lords als Mitglied an.
Kurz darauf wurde er 1965 von Harold Wilson, der durch den Wahlsieg der Labour Party bei den Unterhauswahlen vom 15. Oktober 1964 neuer Premierminister geworden war, zum Staatsminister im Handelsministerium (Board of Trade) ernannt und behielt diese Funktion bis zum Ende der Amtszeit von Wilson nach der Wahlniederlage der Labour Party bei den Unterhauswahlen am 18. Juni 1970.
Während dieser Zeit fungierte er zwischen 1966 und 1980 auch als Pro-Kanzler der Brunel University und erhielt darüber hinaus Ehrendoktorwürden der Brunel University 1966 (Hon. D.Tech.) sowie der University of Illinois 1967 (Hon. LL.D.). Ferner wurde er zum Ende seiner Amtszeit als Staatsminister 1970 auch Privy Councillor und erhielt 1972 einen weiteren Ehrendoktor des Cranfield Institute of Technology (Hon. D.Sc.).
Baron Brown war darüber hinaus während seiner Zugehörigkeit zum Oberhaus auch Mitglied der Oberhausausschüsse für die Europäischen Gemeinschaften (Select Committee on the European Communities) und für Wissenschaft und Technologie (Select Committee on Science and Technology) sowie Mitglied des Beirates für industrielle Entwicklung (Industrial Development Advisory Board) und Vorsitzender des Beratungsausschusses für maschinelle Werkzeuge (Machine Tool Advisory Committee).

## Veröffentlichungen
Neben mehreren Aufsätzen in Fachzeitschriften verfasste Brown einige Fachbücher, die sich insbesondere mit betrieblichen Abläufen sowie Managementlehre befassten. Zu seinen bekanntesten Veröffentlichungen gehören:
- Managers, Men and Morale, Mitautorin Winifred Raphael, London: Macdonald and Evans, 1948
- Exploration In Management, London: Heinemann Educational Books, 1960
- Piecework Abandoned – The Effect of Wage Incentive Systems on Managerial Authority, London: Heinemann Educational Books, 1962
- Product Analysis Pricing, a method for setting policies for the delegation of pricing decisions and the control of expense and profitability, Mitautor Elliot Jaques, Carbondale, IL: Southern Illinois University Press, 1964
- Glacier Project Papers, Mitautor Elliot Jaques, London: Heinemann, 1965
- Organization, London: Heinemann Educational Books, 1971
- The Earnings Conflict – proposals for tackling the emerging crisis of industrial relations, unemployment, and wage inflation, New York: John Wiley & Sons, 1973
- Participation, Bradford, UK: MCB Books, 1975
- Proposals for a flexible national wage policy, 1979, ISBN 0856950246
- Bismarck to Bullock: Conversations about institutions in politics and industry in Britain and Germany, Mitautor Wolfgang Hirsch-Weber, London: Anglo-German Foundation for the Study of Industrial Society, 1983